# Novi Jankovci
Novi Jankovci is een plaats in de gemeente Stari Jankovci in de Kroatische provincie Vukovar-Srijem. De plaats telt 1014 inwoners (2001).